# Tel Hai

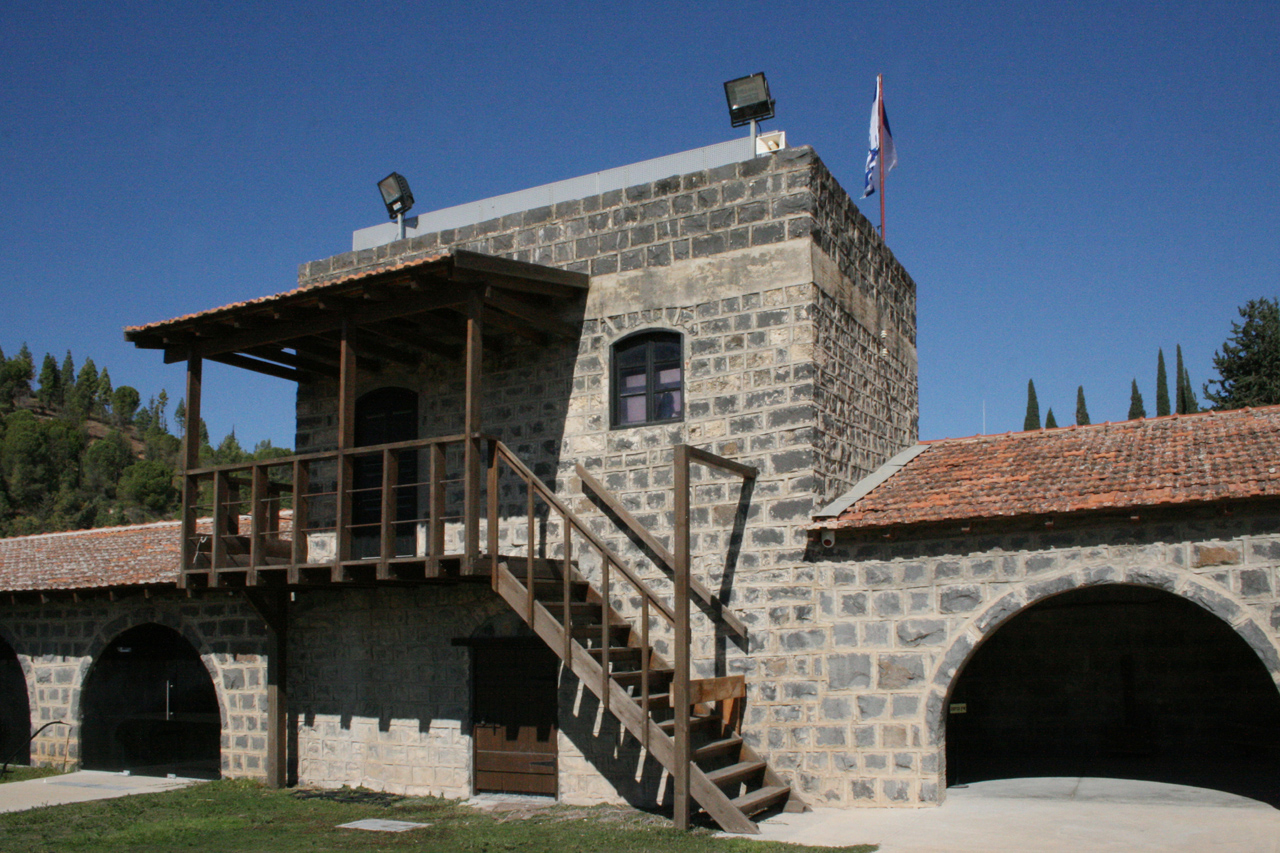
Pátio histórico de Tel Hai

Tel Hai (em hebraico:  תֵּל חַי [tel χai], "Colina da Vida") é o nome de um antigo assentamento judaico no norte da Galiléia, local de uma batalha entre judeus e árabes, que iniciou o crescente conflito civil, e de um monumento, atração turística e um colégio. Atualmente faz parte do kibutz Kfar Giladi.
A Batalha de Tel Hai, em 1 de março de 1920, que deu fama ao local, foi significativa, do ponto de vista judaico, muito além do que se poderia sugerir pelo pequeno número de combatentes civis de ambos os lados - principalmente devido à sua influência na cultura israelense, inspirando uma história de resistência heróica e influenciando profundamente as estratégias militares e políticas do Yishuv por várias décadas.
Em retrospectiva, a batalha pode ser considerada o primeiro confronto militar entre judeus e árabes, embora na altura nenhum dos combatentes de ambos os lados a tenha considerado nesses termos.

## História

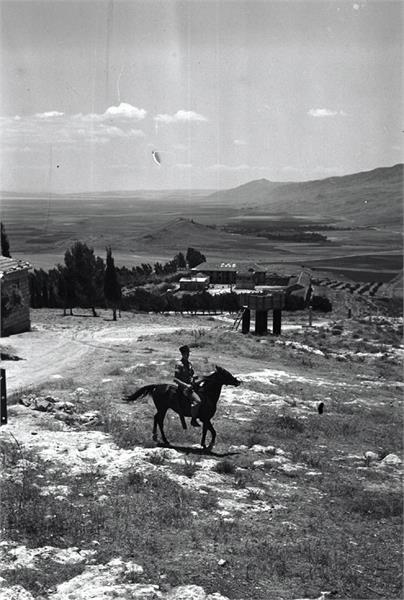
Tel Hai em 1937

Tel Hai, inicialmente chamada de Talha (em árabe: طلحة), foi ocupada pela primeira vez em 1905 como um pátio agrícola para seis trabalhadores de uma colônia do norte, El Mutallah (Metula). O terreno foi comprado por Haim Kalvarisky, funcionário da Associação de Colonização Judaica e destinado à criação de uma colônia judaica. Em 1918, após a derrota do Império Otomano, Tel Hai recebeu o seu nome hebraico e tornou-se um posto avançado de fronteira. A área alternou entre o domínio britânico e francês, em função de ajustes fronteiriços entre as duas potências coloniais europeias.
Em 1919, os britânicos entregaram a seção norte da Alta Galiléia contendo Tel Hai, Metulla, Hamrah e Kfar Giladi à jurisdição francesa. O movimento sionista ficou muito descontente com a decisão, uma vez que deixava as nascentes do rio Jordão fora das fronteiras do Mandato Britânico da Palestina, onde o estado sionista que eles imaginavam deveria ser estabelecido. Portanto, os poucos assentamentos isolados neste território assumiram um valor estratégico do ponto de vista sionista. Ainda assim, houve um debate acirrado entre facções e líderes do Yishuv, alguns dos quais defendiam proteger Tel Hai e os outros postos avançados a todo custo, enquanto outros consideravam a sua situação como insustentável e defendiam a retirada deles.
Os árabes nesta área na época não estavam ocupados em atividades contra as primeiras milícias judaicas, mas sim em se oporem fortemente à imposição do Mandato Francês da Síria e do Líbano, que consideraram como uma traição à Correspondência Huceine-McMahon feita durante a Revolta Árabe contra o domínio otomano. Numa carta datada de 24 de outubro de 1915, Sir Henry McMahon, então Alto Comissário de Sua Majestade no Egito, prometeu ao Sharif de Meca, Husayn ibn Ali, "reconhecer e apoiar a independência dos árabes dentro dos territórios por ele propostos (Sharif de Meca), cuja extensão exata se tornou uma questão controversa."
As milícias sionistas em Tel Hai, lideradas pelo comandante judeu nascido na Rússia, Joseph Trumpeldor, queriam que a área fosse restaurada ao controle britânico, o que esperavam que eventualmente a levasse a tornar-se parte de um futuro estado judeu. No entanto, como os recém-chegados à região vinham recentemente da Europa, eram suspeitos de serem pró-França, o que acabou por conduzir a confrontos armados.
No episódio que se tornou célebre, em 1º de março de 1920, árabes xiitas de Jabal Amil, no sul do Líbano, tentaram revistar Tel Hai em busca de soldados franceses, mas os judeus pediram reforços do kibutz Kfar Giladi. Joseph Trumpeldor e dez homens tentaram expulsar as milícias xiitas.
No final de uma disputa verbal, eclodiu um confronto armado, no qual seis judeus foram mortos e os restantes abandonaram o local, que foi queimado posteriormente. O número total de mortos foi 13 (5 muçulmanos e 8 judeus). A pedido dos sionistas, britânicos e franceses finalmente concordaram que esta área da Alta Galileia seria incluída no Mandato Britânico da Palestina. Isso possibilitou que Tel Hai fosse reassentada em 1921, embora não tenha se tornado uma comunidade independente viável e em 1926 tenha sido absorvida pelo kibutz de Kfar Giladi.

## Monumento de Tel Hai

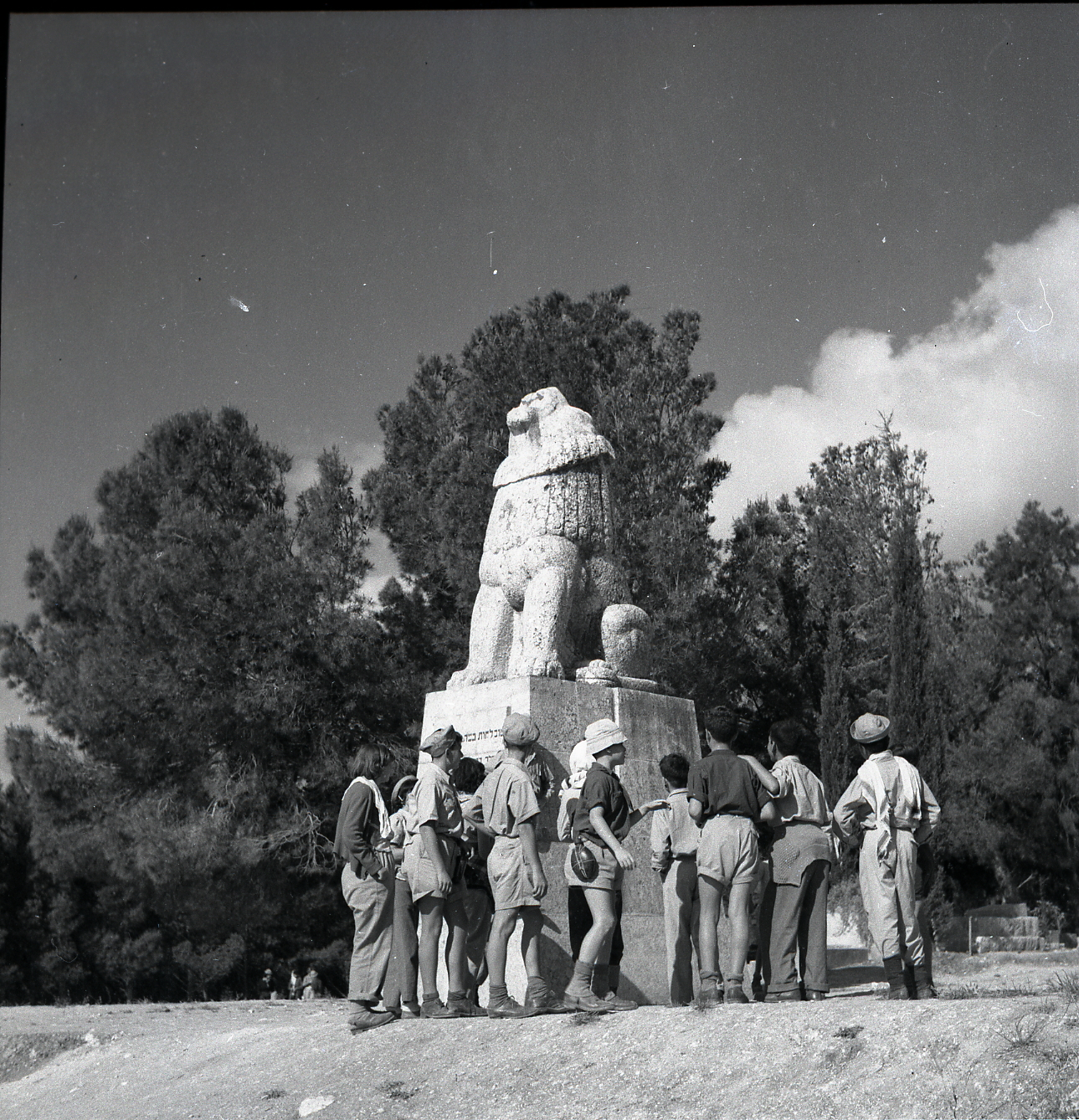
Monumento Trumpeldor em Tel Hai, c. 1953. Foto de Beno Rothenberg.

Um monumento nacional judaico na Alta Galiléia, Israel homenageia os oito judeus (seis homens e duas mulheres) mortos na Batalha de Tel Hai, entre eles o comandante Joseph Trumpeldor. As ações resolutas de Trumpeldor e dos seus colegas contra uma força árabe muito maior inspiraram os judeus de Jerusalém. O memorial é conhecido pela estátua de um leão desafiador representando Trumpeldor e seus camaradas. A cidade de Kiryat Shmona, literalmente Cidade dos Oito, recebeu o nome deles.

## Galeria

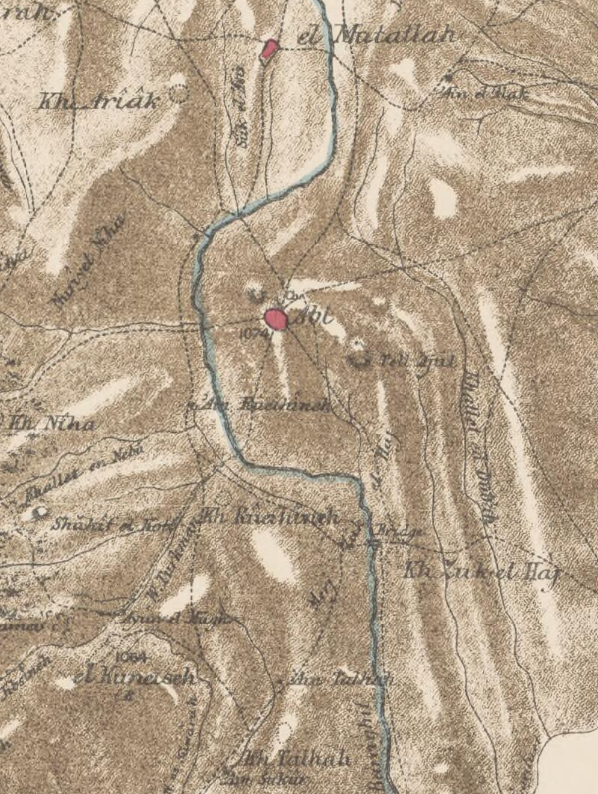
Talhah em 1878
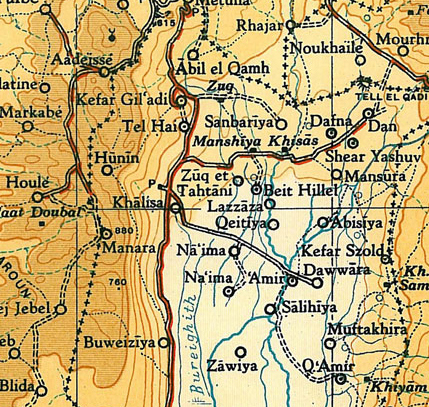
Tel Hai em 1946
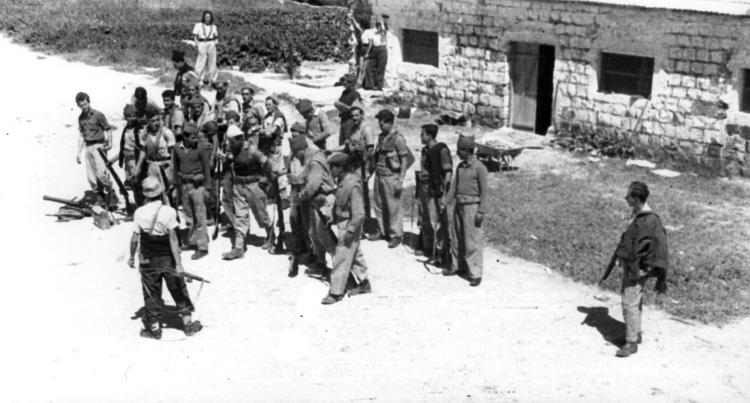
Membros da Brigada Yiftach reunidos em Tel Hai antes do ataque a Al-Nabi Yusha'em 1948

### Livros
- Schneer, Jonathan (2010). The Balfour Declaration (em inglês). Londres: [s.n.]
- Wasserstein, Bernard (1991). The British in Palestine: the mandatory government and Arab-Jewish conflict, 1917-1929 (em inglês). Oxford: Blackwell. 273 páginas. ISBN 9780631175742
- Gilbert, Martin (1998). Israel: A History (em inglês). Londres: Doubleday. ISBN 9780385404013. Consultado em 28 de outubro de 2024

### Periódicos
- Abbasi, Mustafa (2021). «From Aleppo to Tel Hai: The events of Tel Hai and the new order in Greater Syria in 1919-1920». Journal of Israeli History (em inglês). 39: 67-86. Consultado em 28 de outubro de 2024
- Goldstein, Amir; Zerubavel, Yael (3 de janeiro de 2022). «Tel Hai, 1920-2020: A new look at overlooked perspectives». Journal of Israeli History (em inglês)
- Zerubavel, Yael (1991). «The Politics of Interpretation: Tel Hai in Israeli Collective Memory». AJS (Association for Jewish Studies) Review (em inglês). 16: 133-160